# Pouligney-Lusans
Pouligney-Lusans is een gemeente in het Franse departement Doubs (regio Bourgogne-Franche-Comté) en telt 746 inwoners (2005). De plaats maakt deel uit van het arrondissement Besançon.

## Geografie
De oppervlakte van Pouligney-Lusans bedraagt 11,6 km², de bevolkingsdichtheid is 64,3 inwoners per km².
De onderstaande kaart toont de ligging van Pouligney-Lusans met de belangrijkste infrastructuur en aangrenzende gemeenten.

## Demografie
Onderstaande figuur toont het verloop van het inwonertal (bron: INSEE-tellingen).